# شاهن پطروسیان (حقوقدان)
شاهن پطروسیان (ارمنی: Շահեն Նիկոլայի Պետրոսյան؛ انگلیسی: Shahen Nikolay Petrosyan؛ زادهٔ ۱۷ فوریهٔ ۱۹۱۲ - درگذشته ۱۴ مارس ۱۹۹۹) یک وکیل حقوق‌دان و استاد دانشگاه اهل ارمنستان بود.

## زندگی‌نامه
در ۱۷ فوریهٔ ۱۹۱۲ در ددماشن به دنیا آمد و از دانشگاه دولتی ایروان فارغ‌التحصیل شد. وی در ۱۴ مارس ۱۹۹۹ در سن ۸۷ سالگی درگذشت.